# Le journal Asahi brille
Pour plus de détails, voir Fiche technique et Distribution.
Le journal Asahi brille (朝日は輝く, Asahi wa kagayaku) est un film de fiction documentaire japonais muet en noir et blanc co-réalisé par Kenji Mizoguchi et Seiichi Ina, sorti en 1929. C'est un film de commande pour célébrer le cinquantenaire de la fondation du journal Asahi Shinbun d'Osaka,. Seulement 25 minutes du film subsistent.

## Synopsis
Le fonctionnement et la vie des journalistes du journal Asahi Shinbun.

## Fiche technique
- Titre : Le journal Asahi brille
- Titre original : 朝日は輝く (Asahi wa kagayaku?)[2]
- Réalisation : Kenji Mizoguchi et Seiichi Ina
- Scénario : Chiio Kimura
- Photographie : Tatsuyuki Yokota
- Société de production : Nikkatsu
- Pays d'origine :  Empire du Japon
- Format : noir et blanc - Format 35 mm - 1,33:1
- Durée : 77 minutes[2] dont seules 25 minutes subsistent (métrage : 10 bobines - 2099 m[3])
- Date de sortie :
  - Empire du Japon : 12 avril 1929[3]

## Distribution
- Eiji Nakano : Hayafusa, un journaliste
- Hirotoshi Murata : Kusaka, un journaliste
- Jōji Oka (crédité sous le pseudonyme de Susumu Minobe) : Hiroo Shinsaki
- Heitarō Doi : Kōhei Akizuki
- Ranko Sawa : Asako Akizuki, sa fille
- Takako Irie : Kurieda, la liftière